# Hans-Joachim Bode
Hans Joachim Bode (* 5. Februar 1942 in Rastatt) ist ein deutscher Biologe.

## Leben

### Beruf
Bode studierte, nachdem er sein Abitur am Ludwig-Wilhelm-Gymnasium in Rastatt absolviert hat, Biologie an der Universität Freiburg im Breisgau. Dort promovierte er im Jahre 1972.
Von 1972 bis 1982 arbeitete er als Assistent am Zoologischen Institut der Universität Heidelberg und untersuchte Eigenschaften von Insekten-Muskelproteinen. Zudem leistete er vorbereitende Arbeiten zum Studium der Translation der Metamorphose von Drosophila, wobei er Verfahren von Suzuki und Brown auf die Myogenese übertrug (Polysomen aus 6 Drosphila-Stadien, polyA-mRNA mittels polyU-Sepharose, Translation im Kaninchenretikulozytenlysat, Immunselektion der S35-markierten Translationsprodukte und Analyse in ein- und zweidimensionaler SDS-Polyacrylamid-Gelelektrophorese). Er betreute eine Reihe von experimentellen Diplomarbeiten und hielt Seminare und Vorlesungen ab. Parallel führte er experimentelle Arbeiten zur Wirkungsweise der Molekularsieb-Elektrophorese durch.
Seine Habilitationsschrift über den Mechanismus der Größenunterscheidung in der Polyacrylamid-Gelelektrophorese veröffentlichte er im November 1978. Mit der Erteilung der Venia Legendi wurde er 1981 zum Privatdozenten ernannt.
Ab 1983 und bis zu seiner Pensionierung im Jahre 2007 war er als Referent und Programmdirektor für Zoologie und Anthropologie bei der Deutschen Forschungsgemeinschaft (DFG) tätig, wobei er interdisziplinäre Forschungsverbünde der Biologie und der Neurowissenschaften betreute und die aufkommende Biodiversitätsforschung begleitete. Er lehrte viele Jahre als Privatdozent an der Universität Heidelberg.

### Privat
Bode wurde im Jahre 1942 als Sohn des Kaufmanns Max Heinrich August Bode (1895–1985) und Josephine Sabine Meta Bode (1903–1982, geb. Wendler) geboren.
Im Jahre 1967 heiratete er die aus Landstuhl/Pfalz stammende Lehrerin Sigrid Angelika Bode (geb. Pietschak). Bode hat drei Kinder und lebt mit seiner Frau in Remagen bei Bonn.

## Wissenschaftliche Forschung

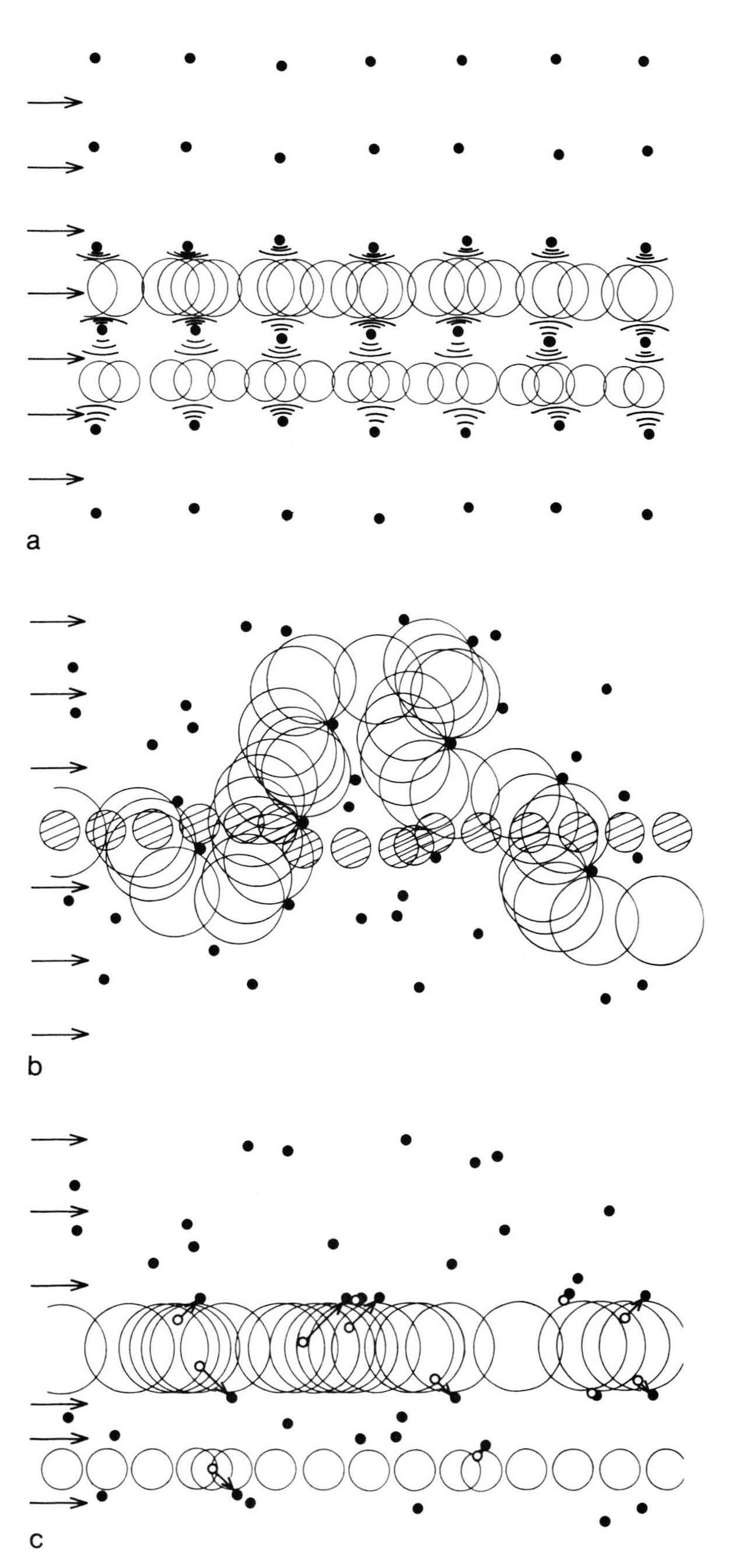
a) Modell von Ornstein – starres Gel-Gitter mit eingeschränkter „Fließmöglichkeit“ der Makro-Ionen entlang des Feldgitters
b) Modell von Morris – zufällig angeordnetes, aber starres Gel-Gitter, bei dem sich die Makro-Ionen einen geeigneten Weg suchen müssen und nicht entlang der Feldlinien fließen können
c) Modell von Bode – zufällige und flexible Anordnung des Gel-Gitter, bei dem die Makro-Ionen aufgrund der kinetischen Energie das Gel-Gitter verändern und damit entlang der Feldlinien fließen können

Ein Schwerpunkt seiner wissenschaftlichen Forschung in den 1970er Jahren bildeten Analyseverfahren und Methoden im Bereich der Gelelektrophorese.
Das breite praktische Anwendungsfeld dieser wissenschaftlichen Methoden und Analyseverfahren erlangt in der breiten Öffentlichkeit vor allem durch den Begriff und die Anwendung der DNA-Analyse seine Bekanntheit. In vielen Bereichen, von der Genotypisierung, der Krebs- und Alzheimerforschung, der Agrarwissenschaft, der Bakterienidentifizierung, der forensischen DNA-Analyse u. v. m. sind die Verfahren in der Anwendung.
Bode interpretierte die viskösen und geometrischen Wechselbeziehungen zwischen Makro-Ionen und Gelfasern auf eine neue Art und Weise. Dabei stellte er ein alternatives Modell auf, welches die beiden bisherigen in der biochemischen Forschung etablierten, aber eher starren Modelle, ergänzte.
Seine wissenschaftliche Arbeit konnte er, aufgrund seiner beruflichen Veränderung Anfang der 1980er Jahre, nicht mehr selbst weiterführen. So fehlte die weitere Validierung und Transformation in die breitere Anwendung. Die wissenschaftlichen Theorien und experimentellen Ergebnisse von Bode wurden jedoch v. a. in den 1990er Jahren in den USA aufgegriffen und bildeten dort die Grundlage für weitere Entwicklungen auf diesem Gebiet. Insbesondere im Bereich der Anwendung der Kapillar-Elektrophorese bildeten seine wissenschaftlichen Forschungsergebnisse entscheidende Denkanstöße.
Besonderen Einfluss hatten die Erkenntnisse von Bode insbesondere auf die Forschungen um Anneliese E. Barron an der Universität Stanford, H. W. Blanch und David Soane von der Universität Berkeley, sowie die des Wissenschaftlers Kenneth D. Cole vom National Institute for Standards & Technology des US-Handelsministerium. Sie würdigten Bode als einen Pionier auf diesem Gebiet. Besondere Erwähnung fand seine Arbeit zudem in der Ausgabe zum 30-jährigen Jubiläum der Fachzeitschrift Electrophoresis.

## Veröffentlichungen (Auszug)
- Size fractionation of protein-dodecylsulfate complexes by liquid polyacrylamide contained in capillary spaces between glass beads. In: Hoppe-Seyler’s Zeitschrift Fur Physiologische Chemie. Band 359, Nr. 9, September 1978, S. 1237–1238, doi:10.1515/bchm2.1978.359.2.1237, PMID 711163.
- SDS – polyethyleneglycol electrophoresis: A possible alternative to SDS – polyacrylamide gel electrophoresis. In: FEBS Letters. Band 65, Nr. 1, 1976, S. 56–58, doi:10.1016/0014-5793(76)80620-5.
- The use of liquid polyacrylamide in electrophoresis: I. Mixed gels composed of agar-agar and liquid polyacrylamide. In: Analytical Biochemistry. Band 83, Nr. 1, 1. November 1977, S. 204–210, doi:10.1016/0003-2697(77)90527-9.
- The use of liquid polyacrylamide in electrophoresis: II. Relationship between gel viscosity and molecular sieving. In: Analytical Biochemistry. Band 83, Nr. 2, 1. Dezember 1977, S. 364–371, doi:10.1016/0003-2697(77)90045-8.
- The use of liquid polyacrylamide in electrophoresis: III. Properties of liquid polyacrylamide in the presence of cellulose acetate. In: Analytical Biochemistry. Band 92, Nr. 1, 1. Januar 1979, S. 99–110, doi:10.1016/0003-2697(79)90630-4.
- Partitioning and Electrophoresis in flexible Polymer Networks. In: Bertold J. Radola (Hrsg.): Electrophoresis ’79. De Gruyter, 2019, ISBN 978-3-11-171362-5, S. 39–52, doi:10.1515/9783111713625-004.
- A Viscosity Model of Polyacrylamide Gel Electrophoresis. In: Zeitschrift für Naturforschung C. Band 34, Nr. 7–8, 1. August 1979, S. 512–528, doi:10.1515/znc-1979-7-805.
- Mit J. G. Moser: Influence of Mg2+ and ATP on superprecipitation of insect desensitized actomyosin. In: Comparative Biochemistry and Physiology Part B: Comparative Biochemistry. Band 51, Nr. 4, 15. August 1975, S. 393–398, doi:10.1016/0305-0491(75)90027-9.
- Mit J. G. Moser, H. Ade, A. Herzfeld: Progressive muscular dystrophy of insect dorsolongitudinal muscle. In: Virchows Archiv B. Band 11, Nr. 1, 1. Dezember 1972, S. 234, doi:10.1007/BF02889402.